# Heinrich Dörfelt
Johann Gerhard König (ur. 20 listopada 1940 w ReichenbReichenbach im Vogtlandach) – niemiecki botanik i mykolog.

## Życiorys
W 1957 r. w Dörfelt ukończył szkołę ogrodniczą, w latach 1961–1964 uczęszczał do Studium Pedagogicznego w Poczdamie, w latach 1966–1973 studiował biologię na Uniwersytecie w Greifswaldzie. Na uniwersytecie tym w 1974  uzyskał tytuł doktora, a w 1984 habilitację. Do 1988 pracował jako asystent na Uniwersytecie Marcina Lutra w Halle i Wittenberdze, później w Centralnym Instytucie Mikrobiologii Akademii Nauk NRD w Jenie, gdzie zajmował się mikrobiotą gleby i ekologią grzybów. Od 1991 wykładał na Uniwersytecie w Jenie ekologię krajobrazu i ochronę przyrody. Wykłada także na Uniwersytecie Nauk Stosowanych w Jenie i na Uniwersytecie w Halle. Na tym ostatnim jest kustoszem kolekcji grzybów wielkoowocnikowych.
Mieszka na farmie w pobliżu jeziora w Süßen, gdzie oddaje się swojej pasji – ogrodnictwu. Ma dwoje dzieci.

## Praca naukowa
Główne obszary badań naukowych Dörfelta to ekologia i systematyka grzybów oraz historia mykologii. Do 2006 r, opublikował ponad 400 prac naukowych, głównie w takich dziedzinach jak: systematyka organizmów, florystyka, chorologia, paleontologia, filogeneza, cytologia, biochemia, historia biologii, ochrona przyrody, ogrodnictwo, a także biologia medyczna. Wiele prac opublikował w czasopiśmie Boletus („Borowik”). Jest współautorem prac „Mykologia ogólna”, „Słownik mikologiczny”, „Świat grzybów”, „Flora grzybów Niemieckiej Republiki Demokratycznej”, „Poradnik miłośnika grzybów”, „Mansfeld’s Encyclopedia of agricultutal and horticultural crops”, autorem monografii „Geastraceae und Astraeaceae, Gasteromycetes Mongolskiej Republiki Ludowej”, „Historia mykologii w XX wieku”. Napisał prace naukowe także o rodzajach grzybów Auriscalpium, Bankera, Camarophyllus, Cantharellus, Chroogomphus, Craterellus, Gastrosporium, Gomphidius, Gomphus, Hemimycena, Hydnellum, Hydnum, Hygrocybe, Hygrotrama, Hypholoma, Macrolepiota, Mycenella, Oudemansiella, Phellodon, Porphyrellus, Sarcodon i Xerula. Opracowywał mykobiotę różnych rezerwatów przyrody i rozmieszczenie grzybów w NRD, ma duży wkład w tworzeniu czerwonych list grzybów, opisywaniu grzybów znalezionych w bursztynie
W naukowych nazwach utworzonych przez niego taksonów dodawane jest jego nazwisko Dörfelt.